# Per Johan Svendsen
Per Johan Svendsen (født i 1953 på Frederiksberg. ved København) er en dansk kunstmaler. Han blev mellem 1974 og 1981 uddannet på Det Kongelige Danske Kunstakademi.
I 1980'erne og 1990'erne var Per Johan Svendsen aktiv i Kunst- og kulturgruppen Syntese, som han i 1983 startede sammen med Steen Krarup Jensen og Flemming Vincent. Gruppens aktiviteter spændte vidt og omfattede udstillinger, samfundsdebat, retssag imod Unibank, happenings, kunstfaglig debat samt en kollektiv professoransøgning til Kunstakademiets Billedkunstskoler. Syntese skabte vældig debat.
I 2022 modtog Per Johan Svendsen Henry Heerups Hæderslegat.
Per Johan Svendsen har undervist på følgende skoler:
- Århus Kunstakademi, eksperimenterende maleri (1989–1990).
- Skolen for Billedkunst, klassisk tegning, maleri og kunsthistorie (1990–2002).
- Designskolen, moderne formbevidsthed (2000–2001).

## Udvalgte udsmykninger
- Fire store gavlmalerier i Ahlefeldtsgade, København (1989).
- Nicaraguas Nationalbibliotek i Managua (1988).[7]
- Skole i Matagalpa-bjergene, Nicaragua (1988).
- Internationalt kunstnerhotel i Managua, Nicaragua (1988).
- Havremarken Skole (1987).

## Udvalgte illustrationer
- Peter Laugesens digtsamling Plettede Plusfours (1993).
- Antologien Forsvar for fornuften – om oplevelse og virkelighed (1987).[8]
- Diverse illustrationer til tidsskriftet Kunst, tidsskriftet Giraffen m.fl.

## Udstillinger
Per Johan Svendsen har igennem årene udstillet mange forskellige steder, blandt andet Musikhuset i Århus, påskeudstillingen i Århus, diverse forårs- og efterårsudstillinger, Bergen's Kulturbygning, og Oslo Kulturfabrik.